# Ciberserie
Las ciberseries (o cyberseries) son una variante de las llamadas webnovelas, es decir, relatos de ficción en los que se pretende emular a las series de televisión norteamericanas, pero, por falta de medios para llevar estos textos a la pequeña pantalla, se publican a través de Internet. Son una sucesión de capítulos escritos bien en forma narrada o bien en forma de guion y se dividen en episodios agrupados en temporadas.
La principal diferencia con las citadas webnovelas es que, mientras las primeras se inspiran en las telenovelas sudamericanas, las ciberseries se basan de las series americanas.

## Características generales

### Antecedentes
El origen de las ciberseries es bastante incierto, si bien está claro que derivan de las webnovelas, las cuales a su vez son una forma evolucionada del género conocido como fanfiction. Se desconoce cuándo empiezan a surgir, si bien se hacen en los Estados Unidos de América. Existen multitud de ciberseriales en inglés que datan de antes del año 2000, aunque muchos de ellos se han perdido en el ciberespacio. En Norteamérica es una forma de escritura bastante popular que, si bien no es tomada en serio al cien por cien, sí tiene más aceptación y reconocimiento que en España.
Las primeras ciberseries en castellano son producciones españolas de principios del siglo XXI. Por lo general, la mayoría de las series españolas sólo tienen una o dos temporadas frente a las cuatro o cinco que suelen durar las americanas. No obstante hay algunas excepciones, como por ejemplo la ciberserie HIM, que llegó  a tener seis temporadas.

### Aspectos comunes
Aunque cada ciberserie es distinta, única y particular; sí es cierto que, a grandes rasgos, todas ellas tienen una serie de características en común.
- Están divididas en temporadas de 9 a 22 episodios (aunque algunas series de midseason pueden tener 6 u 8 episodios).
- Suelen usarse actores que normalmente trabajan en televisión.
- La mayoría cuentan con Banda Sonora Original.
- Se habla de ellas como si fueran series reales, publicando noticias en portales especializados, etc.
- Pueden ser de estilo narrado, como si fuese un libro

### Variantes
Existen algunas variaciones respecto al formato original de las ciberseries:
Miniseries
Son ciberseries que, en vez de tener de 9 a 22 episodios, solo cuentan con 2 o 3 capítulos. Suelen ser grandes producciones con actores famosos que cuentan una historia con principio y fin. Algunas veces, las miniseries han tenido tanto éxito que, posteriormente, se han escrito ciberseries completas sobre ellas.
Radionovelas
Esta variante de las ciberseries es especialmente popular en los Estados Unidos. Básicamente siguen el patrón de las viejas novelas de la radio: los autores escriben los guiones como si de una ciberserie se tratase pero en vez de publicarlas en formato escrito, las graban en audio y las suben a la red en formato MP3 o similares. En castellano no hay ninguna ciberserie conocida de este tipo.
Serialización
Se llama serialización al acto de coger una novela corta (de entre 60 y 100 páginas) y dividirla en capítulos para adaptarla al formato típico de las ciberseries. En ese sentido, se suelen montar entre 23 y 28 episodios a partir de los textos originales, y se escoge un reparto para interpretar a los personajes principales. Un ejemplo de serialización en la ciberserie fantástica Aeris.

## Géneros y temas
A diferencia de las webnovelas -en las que el género predominante es el drama romántico- en las ciberseries tienen cabida toda clase de géneros. Si bien el preferido por los autores es la comedia romántica (Dreamz) y el drama adolescente (HIM, de Gonzalo Rodríguez), últimamente se pueden leer en la red varios títulos de acción (636), misterio (Oscuras Intenciones) e incluso terror.
Los nuevos temas están en auge en las ciberseries que se están produciendo desde 2006, y cada vez son más los escritores que se atreven a dejar temporalmente el drama para pasar al misterio.

## Autores y series destacadas
Si bien es difícil destacar algunas series o autores entre todos los escritores de forma objetiva, bien es verdad que hay algunos de ellos se han creado un nombre a lo largo de los años gracias a sus ciberseries. Por ejemplo, se puede nombrar a Gonzalo Rodríguez Abad, creador de HIM (ciberserie), una de las ciberseries más leídas en castellano.
También sobresale el nombre de Javier Carpe, impulsor en la década del 2000, gracias tanto a su productora (Estudio 636) como al canal que dirigió, de las últimas series de éxito en el panorama hispanohablante. Fuera de nuestro país se encuentra, por ejemplo, a Andy Eckles, que escribe cada semana un nuevo episodio del drama número uno en Estados Unidos, The Blackthornes.
En cuanto a las series, a la ya mencionada HIM (2005) se puede añadir la serie de suspense No se lo digas a nadie (2007), primera ciberserie de terror adolescente, el drama Crazy Girls (2006), la comedia Brujas Desesperadas (2005) –basada en la serie Mujeres Desesperadas del canal norteamericano ABC-, o Blood Series (2004), una serialización de la saga de fanfiction más leída en América.

## Promoción

### Un género poco valorado
Al igual que en el fanfiction, el gran lastre de las ciberseries es que no son tomadas en serio por los críticos en general. Si bien es cierto que algunas de ellas carecen del nivel literario propio de algunos escritos considerados de calidad (e incluso pueden estar llenos de errores ortográficos y gramaticales), en la red pueden encontrarse verdaderas joyas.

### Productoras
La forma más sencilla de promocionar una ciberserie es a través de las llamadas productoras o promotoras. Estos son portales de Internet a los que se afilian las páginas web de las ciberseries interesadas en hacerse notar, y así la productora funciona como un índice de ciberseries en el que el lector puede buscar la trama sobre la que más le interese leer y acceder a su sitio oficial.
Este es el modo de promoción más utilizado en los continentes europeo y americano. En Estados Unidos destaca la productora EpiGuide, gran impulsora del género en el país, y en España y Latinoamérica encontramos también grandes productoras como PJDreams, Paralelo o AMZ (dedicada esta última sobre todo a las serializaciones).

### Cibertelevisión
Una forma de promoción menos conocida es a través de los llamados canales de cibertelevisión. Estos actúan emulando a los canales de televisión comunes (como los americanos NBC o CBS, o los españoles Cuatro y La Sexta), es decir, emitiendo con regularidad ciberseries y programas a través del formato escrito, audio o vídeo en unos horarios determinados a través de sus sitios web.
No se tiene constancia de ningún sitio de este tipo en Norteamérica, y la mayoría de las cadenas de cibertelevisión que han sido abiertas en los últimos años en habla hispana han cerrado al poco tiempo (como, por ejemplo, la sudamericana UTV o la española Black & White). La cadena que más tiempo ha permanecido en línea ha sido el Canal NOX, que nació en 2005 de la fusión de la NTV y la MBC y ha estado emitiendo sin interrupción hasta mayo de 2007.